# Baqum al-Rumi
Baqum al-Rumi (en arabe : باقوم الرومي, Bāqūm ar-Rūmī, « Baqum le Chrétien/Romain »), actif entre 608 et 631 au plus tard, est un architecte et charpentier chrétien. Originaire de l'empire romain d'Orient, il est connu pour avoir été chargé de reconstruire la Kaaba, sanctuaire de La Mecque, en actuelle Arabie saoudite, qui avait été détruite par un incendie en 608. On l'identifie généralement à un dénommé Baqum ou Baqul qui est nommé, avec six autres hommes, pour avoir réalisé le premier minbar pour Mahomet, à Médine, entre 627 et 631.

## Référence
- (tr) İsmail Lüfti Çakan, « Bâqūm er-Rûmî », sur TDV İslâm Ansiklopedisi, 1991 (consulté le 22 juillet 2024)